# British Micro Mimi 802
British Micro Mimi 802 (Mimi 802 / 803 / 804) је професионални рачунар фирме British Micro који је почео да се производи у Уједињеном Краљевству током 1981. године.
Користио је Z80A микропроцесорску јединицу а RAM меморија рачунара је имала капацитет од 64 KB. 
Као оперативни систем кориштен је OS/M оперативни систем - CP/M компатибилан.

## Детаљни подаци
Детаљнији подаци о рачунару Mimi 802 су дати у табели испод.
|                       |                                                                                                  |
| [ 1 ]                 |                                                                                                  |
| Произвођач            |                                                                                                  |
| Тип                   | професионални рачунар                                                                            |
| Меморија              | 64 KB                                                                                            |
| Поријекло             | Уједињено Краљевство                                                                             |
| Година                | 1981                                                                                             |
| Тастатура             | Тастатура са пуним помаком тастера са 17 функцијских тастера и a нумеричка тастатура, 96 тастера |
| Процесор              |                                                                                                  |
| Фреквенција процесора | 4                                                                                                |
| RAM                   | 64 динамичка                                                                                     |
| ROM                   | непознато                                                                                        |
| Текст                 | непознато                                                                                        |
| Графика               | непознато                                                                                        |
| Боја                  | непознато                                                                                        |
| Звук                  | нема                                                                                             |
| Димензије             | 24 фунте                                                                                         |
| Портови               |                                                                                                  |
| Оперативни систем     |                                                                                                  |